# HellasSat 2
O HellasSat 2 (anteriormente conhecido por Intelsat K-TV, NSS K-TV, NSS-6, Intelsat APR-3 e Sinosat 1B) é um satélite de comunicação geoestacionário atualmente grego construído pela Astrium. Ele está localizado na posição orbital de 39 graus graus de longitude leste e é operado pela Hellas Sat. O satélite foi baseado na plataforma Eurostar-2000+ e sua expectativa de vida útil é de 15 anos.

## História
Este satélite tem uma história bastante complicada: Foi ordenado como Intelsat K-TV, em seguida, vendido para a New Skies como NSS K-TV, renomeado posteriormente para NSS-6. a New Skies rescindiu o contrato. A Intelsat em cooperação com a Sinosat readquirido o satélite como Intelsat APR-3 (ou Sinosat 1B), mas esse contrato foi novamente cancelado quando não foi possível conseguir uma licença de exportação para o mesmo ser um lançamento em um foguete chinês. Finalmente ela foi comprada pela Hellas Sat para ser lançado em um veículo Atlas 5 (401).

## Lançamento
O satélite foi lançado com sucesso ao espaço no dia 13 de maio de 2003, às 22:10 UTC, por meio de um veículo Atlas V a partir da Estação da Força Aérea de Cabo Canaveral, na Flórida, EUA. Ele tinha uma massa de lançamento de 3250 kg.

## Capacidade e cobertura
O HellasSat 2 é equipado com 30 transponders em banda Ku para fornecer serviços de transmissão televisiva para os Jogos Olímpicos de Verão de 2004 em Atenas. Fazendo cobertura da Europa, Norte da África e no Oriente Médio.